# Iris neoensata
Iris neoensata är en irisväxtart som beskrevs av Yong No Lee. Iris neoensata ingår i släktet irisar, och familjen irisväxter. Inga underarter finns listade i Catalogue of Life.